# Eliteserien 2015
La Eliteserien 2015, nota anche come Tippeligaen 2015 per ragioni di sponsorizzazione, fu la settantesima edizione della Eliteserien, massima serie del campionato norvegese di calcio. Iniziata il 4 aprile con la prima giornata e conclusasi l'8 novembre 2015, vide la vittoria finale del Rosenborg, al suo ventitreesimo titolo, con due giornate di anticipo. Capocannoniere del torneo fu Alexander Søderlund (Rosenborg), con 22 reti. Il Mjøndalen e il Sandefjord vennero retrocessi in 1. divisjon dopo un solo anno in massima serie.

## Stagione

### Novità
Dalla Eliteserien 2014 vennero retrocessi il Brann (dopo aver perso lo spareggio promozione/retrocessione), il Sogndal e il Sandnes Ulf, mentre dalla 1. divisjon 2014 vennero promossi il Sandefjord, il Tromsø e il Mjøndalen (vincitore dello spareggio promozione/retrocessione).

### Formula
Le sedici squadre partecipanti si affrontarono in un girone all'italiana con partite di andata e di ritorno, per un totale di 30 giornate. La prima classificata, vincitrice del campionato, veniva ammessa alla UEFA Champions League 2016-2017. La seconda e la terza classificata venivano ammesse alla UEFA Europa League 2016-2017, assieme al vincitore della Coppa di Norvegia. La quattordicesima classificata disputava uno spareggio promozione/retrocessione con la vincitrice dei play-off della 1. divisjon. Le ultime due classificate venivano retrocesse direttamente in 1. divisjon.

## Squadre partecipanti
| Club         | Stagione | Città        | Stadio                | Stagione 2014            |
| ------------ | -------- | ------------ | --------------------- | ------------------------ |
| Aalesund     | dettagli | Ålesund      | Color Line Stadion    | 6º posto in Eliteserien  |
| Bodø/Glimt   | dettagli | Bodø         | Aspmyra Stadion       | 13º posto in Eliteserien |
| Haugesund    | dettagli | Haugesund    | Haugesund Stadion     | 11º posto in Eliteserien |
| Lillestrøm   | dettagli | Lillestrøm   | Åråsen Stadion        | 5º posto in Eliteserien  |
| Mjøndalen    | dettagli | Mjøndalen    | Isachsen Stadion      | 3º posto in 1. divisjon  |
| Molde        | dettagli | Molde        | Aker Stadion          | Campione di Norvegia     |
| Odd          | dettagli | Skien        | Skagerak Arena        | 3º posto in Eliteserien  |
| Rosenborg    | dettagli | Trondheim    | Lerkendal Stadion     | 2º posto in Eliteserien  |
| Sandefjord   | dettagli | Sandefjord   | Komplett Arena        | 1º posto in 1. divisjon  |
| Sarpsborg 08 | dettagli | Sarpsborg    | Sarpsborg Stadion     | 8º posto in Eliteserien  |
| Stabæk       | dettagli | Bærum        | Nadderud Stadion      | 9º posto in Eliteserien  |
| Start        | dettagli | Kristiansand | Sparebanken Sør Arena | 12º posto in Eliteserien |
| Strømsgodset | dettagli | Drammen      | Marienlyst Stadion    | 4º posto in Eliteserien  |
| Tromsø       | dettagli | Tromsø       | Alfheim Stadion       | 2º posto in 1. divisjon  |
| Vålerenga    | dettagli | Oslo         | Ullevaal Stadion      | 7º posto in Eliteserien  |
| Viking       | dettagli | Stavanger    | Viking Stadion        | 10º posto in Eliteserien |

## Classifica finale
|  | Pos. | Squadra         | Pt | G  | V  | N  | P  | GF | GS | DR  |
|  | ---- | --------------- | -- | -- | -- | -- | -- | -- | -- | --- |
|  | 1.   | Rosenborg       | 69 | 30 | 21 | 6  | 3  | 73 | 27 | +46 |
|  | 2.   | Strømsgodset    | 57 | 30 | 17 | 6  | 7  | 67 | 44 | +23 |
|  | 3.   | Stabæk          | 56 | 30 | 17 | 5  | 8  | 54 | 43 | +11 |
|  | 4.   | Odd             | 55 | 30 | 15 | 10 | 5  | 61 | 41 | +20 |
|  | 5.   | Viking          | 53 | 30 | 17 | 2  | 11 | 53 | 39 | +14 |
|  | 6.   | Molde           | 52 | 30 | 15 | 7  | 8  | 62 | 31 | +31 |
|  | 7.   | Vålerenga       | 49 | 30 | 14 | 7  | 9  | 49 | 41 | +8  |
|  | 8.   | Lillestrøm (-1) | 44 | 30 | 12 | 9  | 9  | 45 | 43 | +2  |
|  | 9.   | Bodø/Glimt      | 40 | 30 | 11 | 4  | 14 | 53 | 56 | -3  |
|  | 10.  | Aalesund        | 38 | 30 | 11 | 5  | 14 | 42 | 57 | -15 |
|  | 11.  | Sarpsborg 08    | 34 | 30 | 8  | 10 | 12 | 37 | 49 | -12 |
|  | 12.  | Haugesund       | 31 | 30 | 8  | 7  | 15 | 33 | 52 | -19 |
|  | 13.  | Tromsø          | 29 | 30 | 7  | 8  | 15 | 36 | 50 | -14 |
|  | 14.  | Start           | 25 | 30 | 5  | 7  | 18 | 35 | 64 | -29 |
|  | 15.  | Mjøndalen       | 21 | 30 | 4  | 9  | 17 | 38 | 69 | -31 |
|  | 16.  | Sandefjord      | 16 | 30 | 4  | 4  | 22 | 36 | 68 | -32 |

Legenda:
      Campione di Norvegia e ammessa alla UEFA Champions League 2016-2017
      Ammessa alla UEFA Europa League 2016-2017
 Ammessa allo spareggio promozione/retrocessione
      Retrocessa in 1. divisjon 2016
Note:
Tre punti a vittoria, uno a pareggio, zero a sconfitta.
La classifica viene stilata secondo i seguenti criteri:
- Punti conquistati
- Differenza reti generale
- Reti totali realizzate
- Punti conquistati negli scontri diretti
- Differenza reti negli scontri diretti
- Reti realizzate in trasferta negli scontri diretti (solo tra due squadre)
- Reti realizzate negli scontri diretti
- play-off (solo per decidere la squadra campione, l'ammissione agli spareggi e le retrocessioni)

Il Lillestrøm ha scontato un punto di penalizzazione per irregolarità finanziarie.

## Risultati
|              | Aal  | Bod  | Hau  | Lil  | Mjo  | Mol  | Odd  | Ros  | San  | Sar  | Stb  | Sta  | Str  | Tro  | Vik  | Vål  |
| ------------ | ---- | ---- | ---- | ---- | ---- | ---- | ---- | ---- | ---- | ---- | ---- | ---- | ---- | ---- | ---- | ---- |
| Aalesund     | –––– | 2-0  | 2-1  | 1-1  | 4-2  | 1-2  | 1-3  | 0-1  | 2-1  | 2-2  | 1-1  | 2-0  | 2-1  | 0-2  | 0-4  | 2-0  |
| Bodø/Glimt   | 1-0  | –––– | 1-2  | 0-3  | 5-1  | 1-3  | 2-4  | 1-0  | 2-1  | 3-1  | 6-1  | 5-1  | 3-5  | 1-0  | 0-3  | 1-1  |
| Haugesund    | 3-1  | 2-4  | –––– | 3-3  | 1-1  | 0-0  | 1-2  | 0-6  | 2-1  | 1-1  | 2-2  | 0-2  | 4-0  | 0-1  | 0-2  | 0-1  |
| Lillestrøm   | 3-1  | 3-0  | 2-0  | –––– | 3-0  | 2-1  | 1-1  | 0-5  | 3-2  | 3-1  | 0-2  | 1-1  | 1-2  | 1-0  | 2-1  | 1-1  |
| Mjondalen    | 1-2  | 1-2  | 2-1  | 1-4  | –––– | 0-3  | 3-6  | 3-2  | 2-2  | 1-1  | 1-4  | 1-1  | 2-4  | 4-3  | 1-0  | 0-1  |
| Molde        | 5-1  | 1-2  | 0-1  | 2-2  | 3-1  | –––– | 1-2  | 1-0  | 6-1  | 0-0  | 3-3  | 4-0  | 3-1  | 4-0  | 4-1  | 0-0  |
| Odd          | 1-1  | 2-1  | 0-0  | 5-0  | 2-2  | 2-2  | –––– | 1-2  | 4-3  | 1-1  | 2-0  | 3-3  | 2-0  | 3-2  | 1-0  | 1-2  |
| Rosenborg    | 5-0  | 1-1  | 4-3  | 3-0  | 1-0  | 1-1  | 3-0  | –––– | 5-1  | 3-2  | 1-0  | 3-2  | 1-1  | 1-1  | 2-0  | 2-0  |
| Sandefjord   | 1-3  | 3-1  | 0-1  | 0-0  | 2-1  | 2-4  | 0-1  | 1-2  | –––– | 1-0  | 2-4  | 4-1  | 1-2  | 1-1  | 1-2  | 0-3  |
| Sarpsborg 08 | 3-1  | 2-2  | 3-0  | 1-3  | 2-2  | 1-4  | 2-0  | 0-2  | 2-1  | –––– | 0-1  | 3-1  | 1-6  | 1-0  | 0-2  | 1-1  |
| Stabæk       | 1-4  | 3-2  | 1-1  | 3-2  | 1-0  | 1-0  | 1-2  | 2-3  | 4-0  | 0-0  | –––– | 3-2  | 3-2  | 2-1  | 1-0  | 2-0  |
| Start        | 3-1  | 1-1  | 1-3  | 0-0  | 1-1  | 0-3  | 0-4  | 0-4  | 2-1  | 1-2  | 4-1  | –––– | 0-1  | 3-1  | 0-3  | 2-3  |
| Strømsgodset | 3-1  | 3-1  | 5-0  | 2-0  | 1-1  | 1-0  | 2-1  | 3-3  | 3-2  | 1-1  | 0-2  | 2-1  | –––– | 2-1  | 4-1  | 2-2  |
| Tromsø       | 1-1  | 3-1  | 2-0  | 1-1  | 0-0  | 2-0  | 2-2  | 1-1  | 1-1  | 0-1  | 0-2  | 2-1  | 0-6  | –––– | 3-1  | 4-5  |
| Viking       | 4-1  | 2-1  | 0-1  | 1-0  | 3-1  | 2-1  | 1-1  | 1-4  | 2-0  | 3-1  | 2-1  | 1-0  | 1-1  | 3-1  | –––– | 3-4  |
| Vålerenga    | 1-2  | 1-2  | 2-0  | 2-0  | 4-2  | 0-1  | 2-2  | 1-2  | 2-0  | 3-1  | 0-2  | 1-1  | 3-1  | 1-0  | 2-4  | –––– |

## Spareggio promozione/retrocessione
Allo spareggio vennero ammessi lo Start, quattordicesimo classificato in Eliteserien, e il Jerv, vincitore dei play-off di 1. divisjon. Lo Start vinse gli spareggi e mantenne la categoria.
|       | Risultati |       | Luogo e data                   |
| ----- | --------- | ----- | ------------------------------ |
| Jerv  | 1 - 1     | Start | Grimstad, 21 novembre 2015     |
| Start | 3 - 1     | Jerv  | Kristiansand, 25 novembre 2015 |
|       |           |       |                                |

## Statistiche

### Classifica marcatori
| Gol |  |  | Giocatore           | Squadra      |
| --- |  |  | ------------------- | ------------ |
| 22  |  |  | Alexander Søderlund | Rosenborg    |
| 17  |  |  | Adama Diomandé      | Stabæk       |
| 15  |  |  | Olivier Occéan      | Odd          |
| 14  |  |  | Ola Kamara          | Molde        |
| 13  |  |  | Pål André Helland   | Rosenborg    |
| 13  |  |  | Leke James          | Aalesund     |
| 13  |  |  | Trond Olsen         | Bodø/Glimt   |
| 13  |  |  | Alexander Sørloth   | Bodø/Glimt   |
| 12  |  |  | Mohamed Elyounoussi | Molde        |
| 11  |  |  | Veton Berisha       | Viking       |
| 11  |  |  | Iver Fossum         | Strømsgodset |
| 11  |  |  | Fred Friday         | Lillestrøm   |
| 11  |  |  | Marcus Pedersen     | Strømsgodset |
| 10  |  |  | Ernest Asante       | Stabæk       |
| 10  |  |  | Christian Gytkjær   | Haugesund    |
| 10  |  |  | Erling Knudtzon     | Lillestrøm   |